# Quincy Adams Sawyer
Quincy Adams Sawyer é um filme mudo de comédia dramática norte-americano de 1922, dirigido por Clarence G. Badger. Distribuído pela Metro Pictures, o filme é baseado no livro Quincy Adams Sawyer and Mason's Corner Folks, escrito por Charles Felton Pidgin.
É agora considerado perdido.

## Elenco
- John Bowers – Quincy Adams Sawyer
- Blanche Sweet – Alice Pettengill
- Lon Chaney – Obadiah Strout
- Barbara La Marr – Lindy Putnam
- Elmo Lincoln – Abner Stiles
- Louise Fazenda – Mandy Skinner
- Joseph J. Dowling – Nathaniel Sawyer
- Claire McDowell – Sra. Putnam
- Edward Connelly – Deacon Pettengill
- June Elvidge – Betsy Ann Ross
- Gale Henry – Samanthey